# Suco de laranja
Suco (português brasileiro) ou sumo (português europeu) de laranja é uma bebida produzida através da extração do líquido da polpa da laranja. Pode ser adicionado açúcar ou adoçante ao sumo para deixá-lo mais saboroso, de acordo com o gosto.

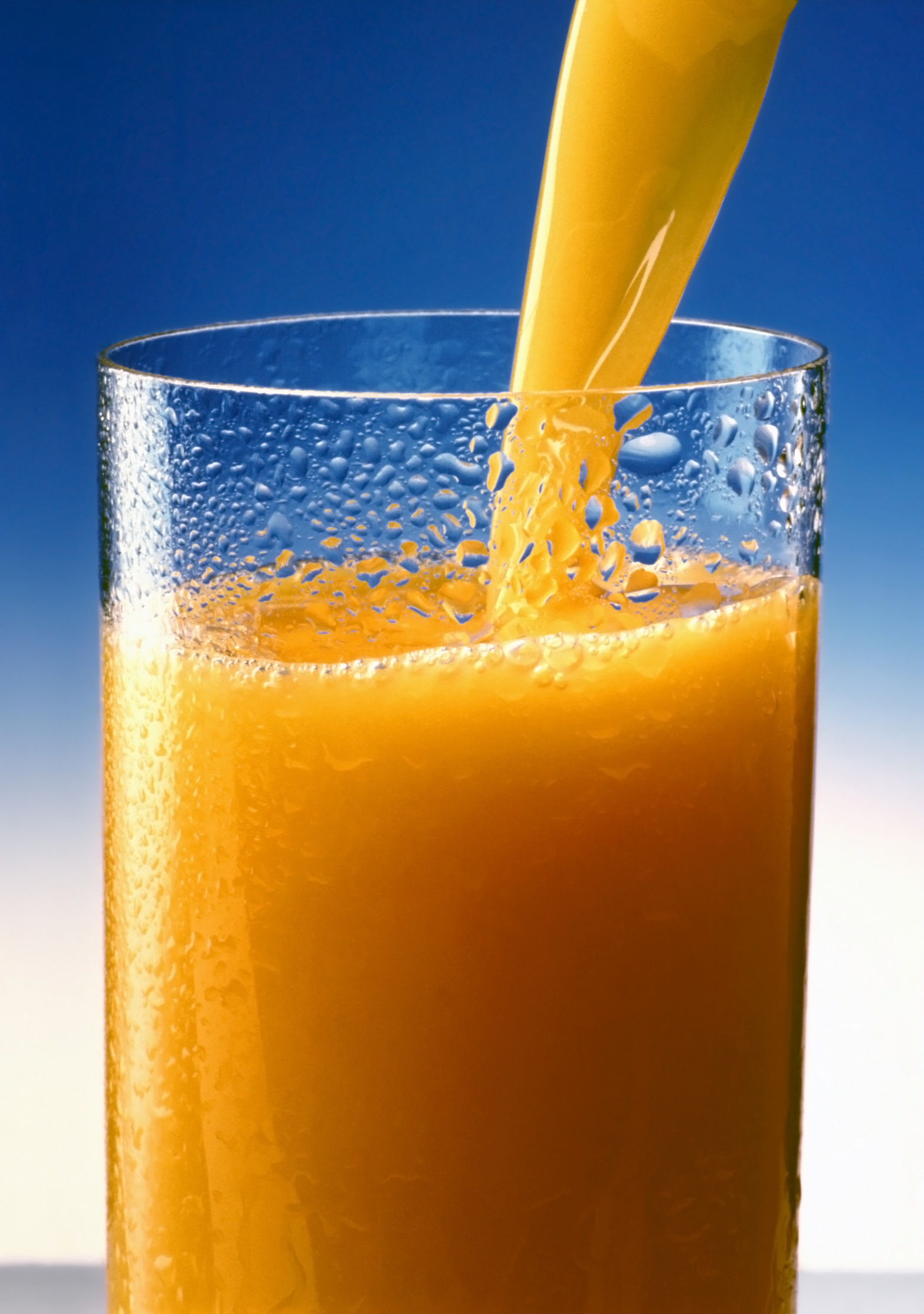
Copo de suco de laranja

Está disponível no comércio o suco concentrado, que requer a adição de água para reconstituir o líquido ao estado (aproximado) do suco original. O suco de laranja está entre os mais apreciados e consumidos, sendo uma boa fonte de vitamina C e outros nutrientes. Seu comércio e produção envolvem grandes movimentações financeiras.
O Brasil era no século XX o maior produtor e exportador mundial do suco de laranja concentrado, sendo que as principais indústrias do setor no Brasil, são: a Cutrale, a Citrosuco, a Citrovita e a Louis Dreyfus.

## Nutrição

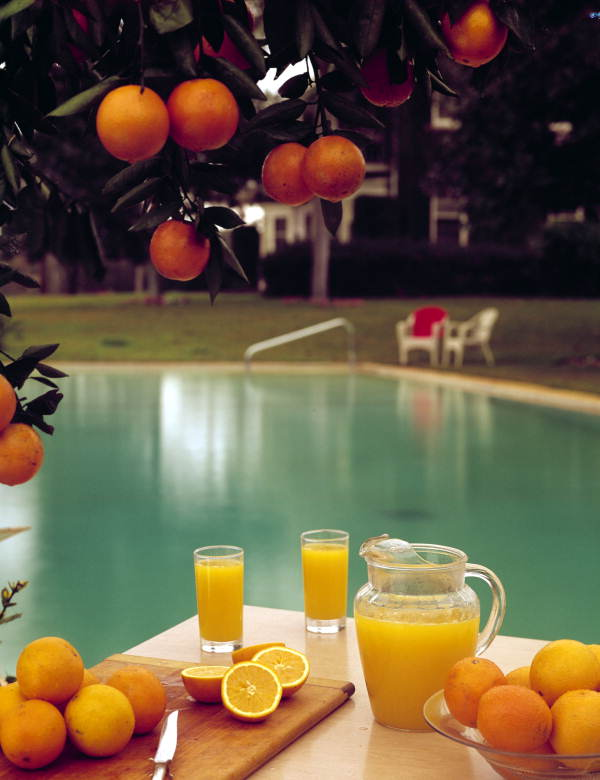

O valor nutricional do suco de laranja natural é (para 1 xícara):
Água (%) 88, calorias (kcal) 110, proteína (g) 2, gordura (ácido graxo saturado (g) 0,1, ácido graxo monoinsaturado (g) 0,1, ácido graxo poliinsaturado (g) 0,1), colesterol (mg) 0, carboidratos (g) 26, cálcio (mg) 27, fósforo (mg) 42, ferro (mg) 0,5, potássio (mg) 496, sódio (mg) 2, vitamina A (UI) 500, (retinol equivalente) 50, tiamina (mg) 0,22, riboflavina (mg) 0,07, niacina (mg) 1 e ácido ascórbico (vitamina C) (mg) 124.